# Dingane
Dingane, Dingaan (zulu Dingane kaSenzangakhona, ur. ok. 1795, zm. 1843 w Suazi) – władca (zulu inkosi) Zulusów w latach 1828–1840, przyrodni brat i następca Czaki.

## Życiorys
Urodził się jako syn Senzangakona (lub Senzangakoma), wodza plemienia Zulusów. Dingane przejął tron w 1828 po zamordowaniu Czaki, akt ten był bardzo niepopularny wśród Zulusów. Dingane, jako nowy król, początkowo skupił się na wyeliminowaniu dawnych zwolenników Czaki. Swoją stolicę założył w Mgungundlovu, w pobliżu rzeki Białej Mfolozi (Umfolozi). W latach 30. XIX wieku Dingane kontynuował wcześniejszy handel z Portugalczykami w zatoce Delagoa, wśród przedmiotów wymiany była kość słoniowa i niewolnicy. Po 1836 roku Dingane stawił czoła inwazji białych osadników brytyjskich i burskich na Natal.
Początkowo utrzymywał przyjazne stosunki z Europejczykami. W listopadzie 1837 zaproponował przywódcy Burów Pieterowi Retiefowi znaczne obszary ziemi pod osiedlenie w Natalu w zamian za pomoc w odzyskaniu skradzionego Zulusom bydła. Po odzyskaniu bydła w lutym 1838 złamał jednak dane słowo i rozpoczął wojnę z Burami. Retief i jego sześciuset towarzyszy zostali wymordowani. Dokładne motywy Dingane dotyczące tego morderstwa nie są do końca jasne, ale prawdopodobnie pragnął wyeliminować zagrożenia z ich strony. Burowie pod dowództwem Andriesa Pretoriusa podjęli odwetową wyprawę przeciw Dingane i Zulusom. 16 grudnia 1838 stoczono bitwę nad Krwawą Rzeką, która przyniosła zwycięstwo Burom i śmierć trzech tysięcy zuluskich wojowników. Klęska ta zachwiała pozycją Dingane, w następnym roku jego brat Mpande zebrał tysiące Zulusów na południu kraju, a następnie sprzymierzył się z Burami. 30 stycznia 1840 połączone siły bursko-zuluskie pokonały armię królewską w pobliżu rzeki Pongola. Po obaleniu Dingane uciekł na północ i schronił się w Suazi, gdzie trzy lata później został zamordowany. Dokładny czas i miejsce jego śmierci są niepewne.